# Шпортплац Блуменау (стадион)
Шпортплац Блуменау (нем. Sportplatz Blumenau) — футбольный стадион в Эшене, Лихтенштейн. Вмещает 1500 зрителей. Является домашней ареной футбольного клуба «Тризен», выступающем в швейцарской третьей лиге — седьмом уровне футбольной пирамиды. Стадион был построен в 1971 году, и является одним из старейших в Лихтенштейне. В 2012 году прошла реконструкция стадиона.